# Anke Borchmann
Anke Borchmann   (Neukalen, 23 de juny de 1954), nascuda Grünberg, és una remadora alemanya, ja retirada, que va competir sota bandera de la República Democràtica Alemanya durant la dècada de 1970.
El 1976 va prendre part en els Jocs Olímpics d'Estiu de Mont-real, on va guanyar la medalla d'or en la prova del quàdruple scull del programa de rem. Formà equip amb Jutta Lau, Viola Poley, Roswietha Zobelt i Liane Weigelt.
En el seu palmarès també destaquen dues medalles d'or al Campionat del món de rem, el 1975 i el 1977. A nivell nacional va guanyar el títol del quàdruple scull de 1974 i 1978, i el del doble scull el 1977.
Borchmann va treballar a l'administració del Nationale Volksarmee a Potsdam. Després de la reunificació alemanya va ser transferida a la Wasserschutzpolizei. Viu a Werder.